# Sternberg, Ludwigslust-Parchim
Sternberg (phát âm tiếng Đức: [ˈʃtɛʁnbɛʁk]) là một thị trấn tại Ludwigslust-Parchim (trước thuộc huyện Parchim), bang Mecklenburg-Vorpommern, miền bắc nước Đức.